# Joanna Mueller

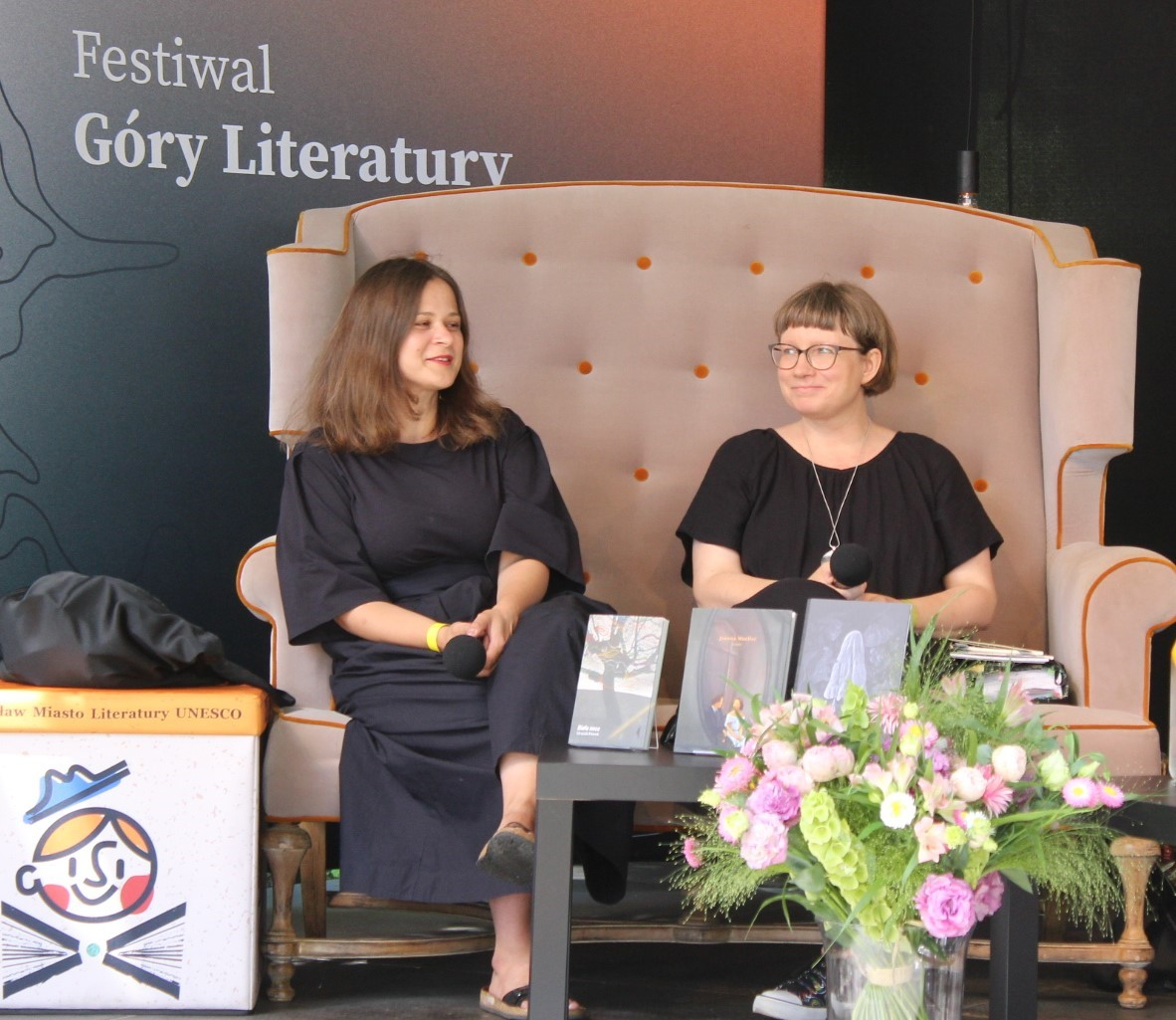
Urszula Honek i Joanna Mueller

Joanna Mueller, właśc. Joanna Mueller-Liczner (ur. 13 listopada 1979 w Pile) – polska poetka, literaturoznawczyni i krytyczka literacka. Redaktorka w Biurze Literackim.

## Życiorys
Ukończyła polonistykę na Uniwersytecie Warszawskim i pisała tamże doktorat. Sygnatariuszka Manifestu neolingwistycznego (grudzień 2002), kojarzona z neolingwizmem, nazywa swą twórczość archelingwizmem. Mieszka w Warszawie.

## Nagrody i nominacje
- nominacja do Nagrody Literackiej Gdynia 2008 za tom Zagniazdowniki/Gniazdowniki[2]
- nagroda Warszawskiej Premiery Literackiej za tom Stratygrafie (2010)[3]
- Nagroda Literacka Czterech Kolumn za tom wierszy Wylinki oraz zbiór esejów Stratygrafia (2011)[4]
- nominacja do Nagrody Literackiej m.st. Warszawy 2016 za tom intima thule[5]
- nominacja do Wrocławskiej Nagrody Poetyckiej „Silesius” 2016 za tom intima thule[6]
- nominacja do Wrocławskiej Nagrody Poetyckiej „Silesius” 2020 za tom Waruj[7]
- nominacja do Wrocławskiej Nagrody Poetyckiej „Silesius” 2022 za tom Hista & her sista[8]
- Wrocławska Nagroda Poetycka Silesius za całokształt twórczości (2023)[9]

## Twórczość
Redagowała warszawskie akademickie czasopismo „LiteRacje”. Wiersze i artykuły krytyczne publikowała m.in. w „FA-arcie”, „Twórczości”, „Pograniczach”, „Tekstach Drugich”, „Dekadzie Literackiej”, „Literaturze na Świecie”, „Lampie” oraz „Wakacie”.
Autorka książek poetyckich, współredaktorka (obok Marii Cyranowicz i Justyny Radczyńskiej) antologii poezji kobiet (1989-2009) Solistki, współredaktorka (wraz z Sylwią Głuszak i Beatą Gulą) książki Warkoczami. Antologia nowej poezji. Autorka zbioru szkiców Stratygrafie. Poetka projektu Sfotografuj wiersz – Zwierszuj fotografię.
Publikuje na www.literackie.pl oraz w Biurze Literackim.

### Poezja
- Somnambóle fantomowe, Zielona Sowa, Kraków 2003
- Zagniazdowniki/Gniazdowniki, Zielona Sowa, Kraków 2007
- Wylinki, Biuro Literackie, Wrocław 2010
- intima thule, Biuro Literackie, Stronie Śląskie 2015
- Waruj, Biuro Literackie, Stronie Śląskie 2019
- Hista & her sista, Biuro Literackie, Stronie Śląskie 2021
- Niewidka i Zobaczysko, Biuro Literackie, Kołobrzeg 2023
- trule, Biuro Literackie, Kołobrzeg 2023

### Antologie
- Solistki. Antologia poezji kobiet (1989 – 2009), red. Joanna Mueller, Maria Cyranowicz, Justyna Radczyńska, Staromiejski Dom Kultury, Warszawa 2009
- Free over Blood (Zeszyty Poetyckie/OFF Press, Londyn, 2011, pod redakcją D. Junga i M. Orlińskiego)[11]
- Warkoczami. Antologia nowej poezji, red. Joanna Mueller, Sylwia Głuszak, Beata Gula, Staromiejski Dom Kultury, Warszawa 2016.

### Teksty krytyczne
- Podziemne wniebowstąpienie. Szkice o twórczości Tymoteusza Karpowicza, red. Joanna Mueller, Bartosz Małczyński, Kuba Mikurda, Biuro Literackie, Wrocław 2006

- Stratygrafie, Biuro Literackie, Wrocław 2010
- Powlekać rosnące, Biuro Literackie, Wrocław 2013